# Erminio Boso
Erminio Enzo Boso (Pieve Tesino, 9 luglio 1945 – Pieve Tesino, 10 gennaio 2019) è stato un politico italiano della Lega Nord.

## Biografia
Anche noto con lo pseudonimo di Obelix per la sua massiccia corporatura e statura, dopo un passato da attivista del Partito Popolare Trentino Tirolese  è stato uno dei fondatori della Lega Nord della provincia di Trento. È stato senatore nella XI e XII Legislatura, dal 1992 al 1996.
Nel 1995, in varie interrogazioni parlamentari, ha chiamato in causa l'operato di Antonio Fojadelli, Procuratore distrettuale di Venezia, che lo ha denunciato per calunnia e diffamazione nonostante si trattasse di opinioni espresse da un membro del Parlamento nell’esercizio delle sue funzioni e, pertanto, non fossero perseguibili in accordo all’articolo 68 della Costituzione. Nel 1997 la Procura della Repubblica presso il Tribunale di Roma ha trasmesso gli atti al Senato, che ha confermato l'immunità parlamentare di Boso e la conseguente insindacabilità di opinioni espresse in ambito parlamentare. Nello stesso anno venne eletto nel Parlamento della Padania.
Nel 1998 è stato eletto al Consiglio della provincia autonoma di Trento ed è stato poi rieletto nel 2003. Nello stesso anno ha proposto in consiglio provinciale, insieme a Sergio Divina, di istituire vagoni speciali per immigrati sul treno regionale Verona-Bolzano delle 7:45.
Dichiaratamente euroscettico e anti-americano, è stato candidato alle elezioni europee del 2004, ottenendo circa 10 000 preferenze nella circoscrizione nord-orientale per la Lega Nord. A giugno 2008 venne proclamato europarlamentare, subentrando a Gian Paolo Gobbo, e si iscrisse al gruppo parlamentare Indipendenza/Democrazia. Nel maggio 2013 attaccò la Ministra Cécile Kyenge autodefinendosi "razzista” e il 9 luglio successivo, intervenendo nella trasmissione radiofonica "La Zanzara" dichiarò di essere contento quando un barcone di migranti affonda.
Il 9 novembre 2013 dichiarò la sua volontà di candidarsi come segretario nazionale della Lega Nord, proponendo un programma che prevede la fine del "partito da salotto" e l'abbandono di ogni alleanza elettorale dei padani.
Successivamente non risultò candidato.
Alle elezioni europee del 2014, Boso fu candidato per la lista Lega Nord-Die Freiheitlichen per la circoscrizione Italia nord-orientale. Ottenne circa 3300 preferenze, non abbastanza per risultare eletto. In campagna elettorale aveva proposto una nuova bandiera per l'Unione europea, sulla base di quella usata dai confederati americani.
Boso è morto il 10 gennaio 2019 all'età di 73 anni nella sua città natale a causa di un infarto.